# Tolle Lage
Tolle Lage ist ein deutscher Spielfilm des Regisseurs Sören Voigt aus dem Jahr 2000. Die Gesellschaftskomödie startete am 7. Juni 2001 im Kino.

## Handlung
Es ist der 25. Jahrestag des Sparwasser-Tors im Fußballländerspiel Deutsche Demokratische Republik – Bundesrepublik Deutschland 1974. Auf dem Campingplatz „Tolle Lage“ an der deutschen Ostseeküste regiert Ralf Skiernitzki, ein ehemaliger Offizier der Bundeswehr. Eigentlich wollte er hier die schnelle Mark machen, doch die traditionsbewussten Camper haben kein Interesse an seinen überlagerten NATO-Keksen und sind von seinen Neuerungen nicht begeistert. Zu allem Überfluss hat seine Tochter Anita mit seinem vietnamesisch-deutschen Angestellten Pit ein Kind und will mit ihm nach Vietnam auswandern. Da kommt es dem Besitzer recht, dass der Bankangestellte Claus Oelke, der gerade seine eigene Filiale ausgeraubt hat, den maroden Platz aufkauft, um seiner Frau Natascha zu imponieren. Doch die hat nur Augen für den einstigen DDR-Schlagerstar Michi Fanselow, den Traum ihrer Jugendzeit.

## Drehort
Tolle Lage wurde im Sommer 1999 in Göhren auf Rügen und Umgebung gedreht.

## Kritik
„Ein groteskes Panoptikum, das ebenso grell wie symbolisch auf den Stand der deutschen Einheit hinweisen will. Im Stil der ‚Dogma‘-Filme mit bewegter Handkamera aufgenommen, verzichtet der Film auf eine psychologische Durchdringung der Figuren, überzeugt aber durch seine konsequente Skurrilität.“

## Auszeichnungen
Henriette Heinze gewann für ihre Rolle den Max-Ophüls-Preis 2000 als beste Nachwuchsdarstellerin. Der Film wurde im Jahr 2000 auf dem Filmkunstfest Mecklenburg-Vorpommern mit dem Förderpreis Regie sowie auf dem Berlin & Beyond Film Festival 2001 mit dem Best First Feature Award ausgezeichnet. Weiterhin erhielt die Bildeditorin Gergana Voigt eine Nominierung für den Schnitt-Preis 2000, der im Rahmen des Filmfestes Lünen vergeben wurde. Tolle Lage war außerdem für den 38. Adolf-Grimme-Preis 2002  in der Kategorie „Fiktion & Unterhaltung“ nachnominiert.

## Festivalteilnahmen (Auswahl)
- Filmfestival Max Ophüls Preis 2000
- Filmkunstfest Mecklenburg-Vorpommern 2000
- Berlin & Beyond Film Festival 2001
- Internationales Filmfestival Karlovy Vary 2001 – Another View
- Festival Internacional de Cine de Mar del Plata 2001
- Kinofest Lünen 2000

(Quelle:)